# Кастор (бриг, 1829)
«Кастор» — 18-пушечный бриг Черноморского флота Российской империи.

## Описание судна
Парусный деревянный бриг. Длина брига по сведениям из различных источников составляла 29,3 метра, ширина от 9,1 до 9,15 метра, а осадка от 3,9 до 4 метров.

## История службы
Бриг был заложен 1 декабря 1827 года в Николаеве и после спуска на воду 25 октября 1829 года вошёл в состав Черноморского флота. Строительство вёл корабельный мастер А. К. Каверзнев.
В 1830 году выходил в учебное плавание в Чёрное море с гардемаринами Морского корпуса на борту. С 1831 по 1838 годы действовал у побережья Кавказа в составе отрядов.
23 июля 1831 года в составе отряда капитана 2-го ранга Г. И. Немтинова принимал участие в переброске десанта из Анапы в Геленджикскую бухту. С 25 по 27 июля отряд вёл бомбардировку укреплений горцев и высадил десант.
17 мая 1835 года бриг задержал и отконвоировал в Геленджик английскую шхуну с контрабандой на борту. В том же году совместно с корветом «Месемврия» уничтожил 3 судна контрабандистов в Суджукской бухте.
В 1839 году бриг «Кастор» был переоборудован в магазин.

## Командиры брига
Командирами судна в разное время служили:
- В. И. Рогуля (1829—1830 годы).
- П. А. Синицын (1831—1832 годы).
- М. П. Панютин (1833—1836 годы).
- П. Ф. Хомутов (1837 год).
- М. И. Бардака (1838 год).